# Henry Foster
Henry Foster (Lancashire, 1796 – Chagres, 1831) è stato un fisico britannico.
Volontario della marina militare, nel 1824 e nel 1827 seguì William Edward Parry nelle sue spedizioni. Nel 1830 diresse una spedizione nell'oceano Pacifico, ma annegò nel fiume Chagres.